# Старый Белый Яр
Ста́рый Бе́лый Яр (до 1953 года — Белый Яр) — село в Белоярском сельском поселении Чердаклинского района Ульяновской области России.

## География
Село находится на берегу Куйбышевского водохранилища. Расстояние до районного центра Чердаклы 42 км, до областного центра Ульяновск 51 км.

## Название
В переводе с башкирского «яр» означает «берег», «ак» — «белый, белый берег», в переводе на русский язык означает — «Белая земля».
Приставка «Старый» была дана в 1953 году, когда был основан Новый Белый Яр.

## История
Город-крепость Белый Яр (Белой Яр) основан в 1652 году (лета 7160 году), казанским воеводой Никитой Ивановичем Одоевским, которая стала началом вновь учреждённой Закамской засечной черты, ставшей продолжением Синбирской засечной черты. Первоначально оборону вдоль новой укрепленной линии держали казаки и смоленская шляхта, а в сентябре 1653 года Лаишевскому воеводе Левашеву было приказано из Казани выбрать 100 лаишевских конных казаков с жёнами и с детьми на вечное жильё.
В 1652 год в селе была построена первая деревянная Троицкая церковь.
Крепость имела четырёхугольную форму — 142 сажень в длину и 140 сажень в ширину. Восемь башен: 4 башни восьмиугольные — по углам и четыре четырёхугольные, с тремя проезжими воротами: одна «в Казанскую сторону», другая — «от Волги» и третьи — от южной стороны «от волошки Бушуйки».
С постройкой крепости вошла в состав Синбирского уезда.
Жители крепости, кроме охраны черты, занимались рыбной ловлей, которую поставляли к царскому столу: «На Белом Яру великого государя рыбный двор, а на дворе ледник. На леднике сушило рыбное бревенное з затвором…».

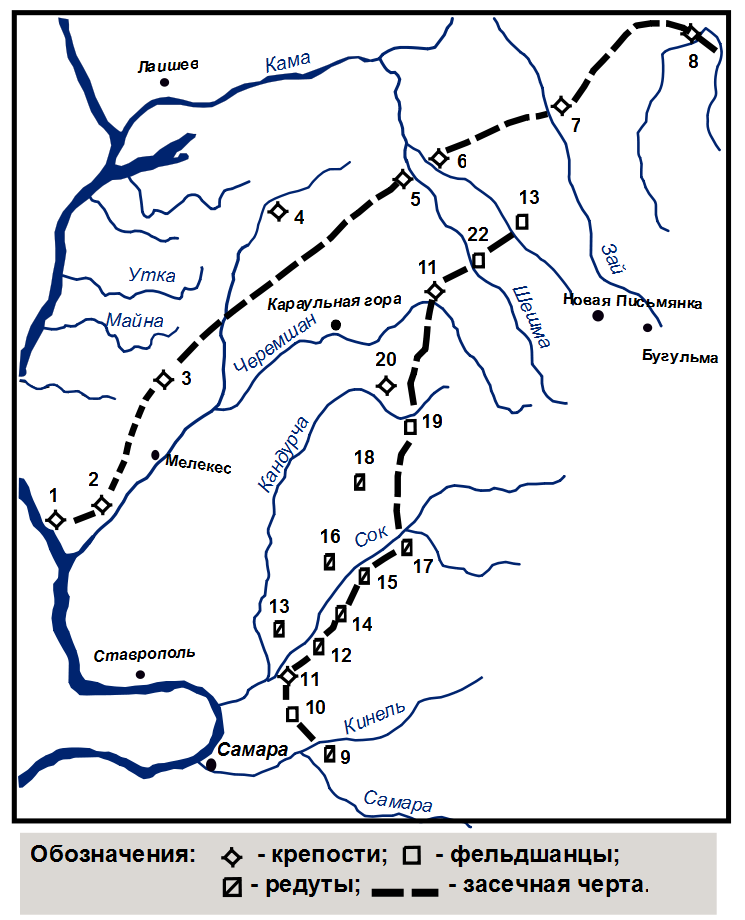
Укрепления Закамской засечной линии: 1 — Белый Яр;

В 1666 году, «с целью защиты от нападений кочевников русских поселений, расположенных южнее Симбирской укреплённой черты, симбирский стольник и воевода князь Иван Иванович Дашков основал на правом берегу, вдоль старого городища, между речки Тушенки и Сенгилейки, по Самарской дороге, Сенгилеевскую слободу (ныне Сенгилей) и поселил здесь Белоярских захребетников Ваську Рыбникова с товарищами, которые за год пред тем при нападении на пригород Белый Яр были разорены башкирами. Захребетники эти были записаны на государеву службу станичными казаками».
В 1671 году, во время похода одного из атаманов Степана Разина — Фёдора Шелудяка на Синбирск, в районе села к нему присоединились 70 стругов с 2,5 тысячами повстанцев.
В 1708 году царь Петр I прислал Указ в Симбирск воеводе Фёдору Михайловичу Сипову (Есипов) об устройстве застав от татар, чувашей и о согласовании своих действий с Белым Яром, а в январе — от башкирцев.
С 18 декабря 1708 года Белой Яр стал пригородом и согласно Указу Петра I, вошёл в состав Синбирского уезда Казанской губернии.
В 1774 году произошло крупное сражение сподвижника Емельяна Пугачева — атамана А. Сомова с царскими войсками.
С 1780 года пригород Белой Яр, при реке Волошке, пахотных солдат, вошёл в Ставропольский уезд Симбирского наместничества.
С 1796 года — в Ставропольском уезде Симбирской губернии.
13.09.1848 году в пригороде сгорела церковь — двухпрестольная во имя Святой Троицы, Рождества Христова, в 1854 году построена вновь, перестроена в 1871 году, освещена в 1878 году.
С 1851 года пригород Белый Яр относился к Ставропольскому уезду Самарской губернии. В нём проживало 4415 человек в 652 дворах, имелась православная церковь, 3 лавки, ветряные мельницы.
В 1921 году 29 дворов из села переселились на новое место, создав посёлок Вислая Дубрава.
В 1923 году здесь был открыт пионерский лагерь, а затем дом отдыха им. В. В. Воровского, а в 1995 году, на базе которого, заработал санаторий «Белый Яр».
С 1928—1929 и 1935—1956 годах — в Николо-Черемшанском районе Средне-Волжской области / В 1929—1935 годах — Сенгилеевского района Средне-Волжского края / Куйбышевского края / Куйбышевской области / с 1943 года — в Ульяновской области.
В 1930 году в селе были созданы три колхоза: «МОПР» — Междунаро́дная организа́ция по́мощи борца́м револю́ции, «Заря» и «Путь Ленина».
Летом 1941 года, на территории дома отдыха имени Воровского рядом с Белым Яром, был снят первый на территории современной Ульяновской области художественный фильм — 53-минутное продолжение картины «Тимур и его команда» под названием «Клятва Тимура».
В 1942 году у села разместили судоремонтный пункт Волжской военной флотилии.
В 1951 году произошло объединение колхозов «Заря», «МОПР», «Путь Ленина» в колхоз «Путь Ленина». В 1953 году колхоз стал называться имени Мичурина.
В 1953 году, в связи с затоплением Куйбышевским водохранилищем, жители двух нижних улиц Белого Яра переселились из зоны затопления на возвышенное место, основав новое село — Новый Белый Яр, а село Белый Яр было переселено на 3 км выше от Волги и было переименовано в Старый Белый Яр.
В 1956 году вошло в состав Чердаклинского района.
В 2005 году в составе Белоярского сельского поселения (Ульяновская область).
В 2012 году у санатория «Белый Яр» начала работать новая деревянная церковь Животворящей Троицы.

## Население
| Год  | Численность | Численность |
| ---- | ----------- | ----------- |
| 1859 | 2952        | [ 25 ]      |
| 1889 | 4606        | [ 26 ]      |
| 1897 | 4858        | [ 27 ]      |
| 1910 | 4768        | [ 28 ]      |
| 2010 | 856         | [ 1 ]       |

В 1930 году в селе в 120 дворах жило 5624 человека.

## Известные люди
- В селе родился участник Великой Отечественной войны, Герой Советского Союза Николай Иванович Огуречников (1915—1979)[6].
- В селе работал бригадир колхоза «МОПР», Герой Социалистического Труда Александр Николаевич Селёдкин (1918—1975)[6][29].
- В селе родился Герой Социалистического Труда Фёдор Максимович Пинков (1903—1972)[22].
- Моисеев Николай Фёдорович — Герой Социалистического Труда (1948), бригадир колхоза «МОПР»[30].
- Григорий Васильевич Субботин (1876—1912), капитан пароходного общества «Самолёт»[24].
- Соколов Пётр Алексеевич — советский и российский военачальник, учился в местной школе[31].
- Быстров Александр Васильевич (1924—1993) — советский организатор промышленности. Первый директор завода «Потенциал» — одного из градообразующих предприятий г. Козьмодемьянска Марийской АССР (1966—1979). Участник Великой Отечественной войны. Член КПСС.

## Достопримечательности
- Памятник воинам погибшим в Великой Отечественной войне (1966)[32],

В селе находится 5 памятников архитектуры регионального значения:
- 1) дом купца Колбихина (середина XIX в., центр села);
- 2) дом купца Долбилина (середина XIX в., центр села);
- 3) дом крестьянина Сизова с бакалейной лавкой (начало XIX в., центр села);
- 4) дом купца Кресанова (середина XIX в., западная окраина);
- 5) зернохранилище (середина XIX в., юго-западная окраина села)[11].

## Улицы
- Насчитывается 13 улиц: Волжская, Дачная, Курортная, Лесная, Молодёжная, Набережная, Полевая, Речная, Садовая, Сосновая, Степана Разина, Центральная, Школьная, а также 3 переулка: Зелёный, Лесной и Сиреневый. Издавна центральную и самую большую часть села называли Романовкой. Из возвышенной части Белого Яра в долину Волги вели как минимум 2 спуска. Первый — Романовский, являлся основным, и представлял собой широкую пологую дорогу к Воложке. Второй крайний южный спуск прозвали «конешным», по нему возили товары на пристань и наоборот[11].